# Helmut Dudek
Helmut Dudek (ur. 14 grudnia 1957 w Bytomiu, zm. 22 maja 1994 w Leverkusen) – polski i niemiecki piłkarz. Występował na pozycji obrońcy. Spędził 2 sezony w Bundeslidze z Borussią Mönchengladbach. Był pierwszym Polakiem który zdobył klubowe trofeum europejskie. Jego klub zwyciężył w Pucharze UEFA w 1978/1979.

## Sukcesy
- Puchar UEFA: 1979